# Тернопільське партизанське з'єднання ім. М. Хрущова
Тернопільське партизанське з'єднання ім. М. Хрущова — радянське партизанське формування під керівництвом Шитова Івана Івановича, створене у 1943 р., за наказом командира Житомирського партизанського з'єднання О. Сабурова для дій у районі м. Новоград-Волинського Житомирської області.

## Формування з'єднання
27 серпня 1941 р. був сформований в кількості 27 чоловік 2-й Харківський партизанський загін під командуванням К. Погорєлова, який у вересні 1941 р. перетнув лінію фронту та почав діяти в тилу ворога на окупованій території Сумської та Орловської областей УРСР та РРФСР. У травні 1942 р. він увійшов до складу партизанського з'єднання під командуванням О. Сабурова. У жовтні — листопаді 1942 р. загін, який отримав назву ім. М. Хрущова, разом зі з'єднанням О. Сабурова здійснив рейд на Правобережну Україну, а потім у кінці листопада 1942 р. був реорганізований у 12-й батальйон Житомирського партизанського з'єднання.
17 лютого 1943 р. наказом по з'єднанню О. Сабурова для дій у районі Новоград-Волинського створюється група об'єднаних партизанських загонів (командир І. Шитов, комісар І. Скубко). До неї увійшли партизанські загони ім. М. Хрущова, ім. С. Кірова, ім. Ф. Михайлова та «За Батьківщину». За вказівкою ЦК КП(б)У та Українського штабу партизанського руху на початку червня 1943 р. група була перетворена на з'єднання партизанських загонів, яке передавалося в оперативне підпорядкування Кам'янець-Подільському обласному штабу партизанського руху. У вересні 1943 р. з'єднання перейшло в безпосереднє підпорядкування УШПР та з 14 жовтня 1943 р. було перейменовано на Тернопільське партизанське з'єднання ім. М. Хрущова.

## Організаційна структура
Організаційна структура з'єднання включала командування, штаб, головрозвідку (розвідбатальйон), радіовузол, санітарну службу, господарську частину, комендантський взвод, а також бойові підрозділи — загони (батальйони, полки), які поділялись на групи (роти), взводи, відділення. У загонах (батальйонах) були групи кінних розвідників-автоматників, диверсійні групи, санітарні та господарські частини, артилерійські групи або артилерійські взводи.
До 1 липня 1943 р. у 5-ти загонах з'єднання перебували 1 462 особи, на 1 листопада 1944 р. у 9 загонах — 2 434 особи. Напередодні розформування з'єднання в ньому було 9 загонів, чисельність яких складала 2 274 чоловіки: ім. М. Хрущова (командир Т. Котляров, комісар Б. Шангін. начальник штабу Д. Ніколайчик): ім. С. Кірова (командир Ф. Федоров, комісар М. Виноградов, начільник штабу І. Діпько), ім. В. Чапаева (командир П. Шевчук, комісар П. Ігнатюк. начальник штабу О. Цветков), ім. Ф. Дзержинського (командир С. Ландишев, комісар О. Соботович, начальник штабу С. Канов), ім. М. Кутузова (командир І. Гур'єв, комісар К. Дюков, начальник штабу І. Горбань), ім. К. Ворошилова (командир С. Мартинов, комісар Т. Кляцький, начальник штабу А. Лоскутов); ім. М. Щорса (командир В. Саванін, комісар I. Гітуляр. начальник штабу М. Борійчук); ім. О. Суворова (командир О. Попов, комісар М. Виговський, начальник штабу Г. Забурунов); ім. Й. Сталіна (командир Д. Панчук, комісар С. Демчан, начальник штабу Ф. Піддубний).
У жовтні — грудні 1943 р. партизанські загони були перейменовані на батальйони, а потім розгорнуті в 3 партизанські стрілецькі полки. У 1943 р. із з'єднання були виділені загони ім. Ф. Михайлова (командир А. Одуха). ім. Богуна (командир І. Скубко), "За Батьківщину’’ (командир І. Шишко), на базі яких надалі були створені 3 нові партизанські з'єднання. 23 лютого 1944 р. за вказівкою УШПР із загонів ім. М. Хрущова, ім. О. Щорса, ім. О. Суворова було організовано нове партизанське формування (командир Д. Ніколайчик, комісар Б. Шангін, начальник штабу І. Дилько) в кількості 982 чоловіки для проведення дій у західних областях України, решта загонів були розформовані.

## Бойова діяльність

### Боротьба із німецькими окупантами
Бойова, диверсійна та розвідувальна діяльність загону ім. М. Хрущова після переходу на Правобережну Україну, а згодом і з'єднання почалася в районах Городища, Ємільчиного, Рокитного на кордоні Житомирської та Рівненської областей. Однією з перших великих операцій з'єднання був напад на залізничну ст. Рокитне в травні 1943 р. У ході операції партизани підірвали електростанцію та склозавод, знищили залізничний міст. У ніч з 23 на 24 липня 1943 р. силами загонів ім. М. Хрущова, ім. С. Кірова та ім. В. Чапаєва був розгромлений фашистський гарнізон у районному центрі Городище. Партизани захопили продовольчі склади та вивезли велику партію продуктів та зерна. 3-4 жовтня 1943 р. з'єднання стрімким ударом оволоділо залізничною ст. Словечне, знищивши при цьому станційне господарство, один ешелон із бойовою технікою, крім цього був збитий транспортний літак «Ю-52».
На початку 1944 р. партизани успішно взаємодіючи із військами Червоної армії на території Волинської та Рівненської областей. 8 січня 1944 р.. виконуючи вказівку УШПР про вихід до Тернопільської області, загони ім. М. Хрущова, ім. К. Ворошилова, ім. Ф. Дзержинського та ім. М. Щорса спільно з 271-м стрілецьким полком 181 СД розгромили гарнізон ворога в Березному. До рук партизанів потрапили 2 гармати, міномет, 27 кулеметів, 32 автомати, речові та продовольчі склади. 23 січня 1944 р. група загонів з'єднання, форсувавши р. Стир, успішно відбила напад переважаючих сил противника. Однак усі спроби протягом 27-30 січня 1944 р. пробитися на південь та вийти до Тернопільської області через концентрацію ворожих військ не вдалося.

### Боротьба із українськими націоналістами
Протистояння між партизанами Тернопільського партизанського з'єднання ім. М. Хрущова та українськими націоналістами розгорнулося вже на початку 1943 р. Варто відзначити, що особливо багато боїв між партизанами з'єднання ім. М. Хрущова та бандерівцями не було, що пояснєються, перш за все, відсутністю розгалуженої сітки запілля ОУН (б) на Житомирщині.
Найбільший бій між Тернопільським партизанським з'єднанням ім. М. Хрущова та українськими повстанцями відбувся 16 листопада 1943 р. біля с. Мочулянка Березненського району. Унаслідок тактичних промахів командира повстанського загону ім. Остапа «Шаули» (Адама Рудики), бій завершився розгромом упівців, які втратили під час бою 56 осіб і понад 40 бійців УПА отримали поранення
Крім того, партизанам І. Шитова вдалося організувати свою агентуру в УПА, створивши легендований район «Пекло», який входив до Костопільського надрайону «Долина» військової округи «Заграва». У результаті партизанам вдалося взяти на облік близько 100 бійців УПА та 19 членів ОУН (б).

## Дисциплінарні порушення
«Темною сторінкою» діяльності Тернопільського партизанського з'єднання ім. М. Хрущова було мародерство.
Наприклад, голова НКВС Л. Берія одразу ж із прибуттям шитовців на Житомирщину 23 січня 1943 р. надіслав лист до Й. Сталіна, В. Молотова та П. Пономаренка, де писав :
|  | Особистий склад 12-го батальйону Сабурова під командуванням І. Шитова займається розгулом, пияцтвом, тероризує та грабує прорадянське налаштоване населення |

.
Проте, партизани й надалі гарбували місцеве населення підтвердженням цього є повідомлення командира загону ім. Сталіна Д. Панчука від 16 березня 1943 р. :
|  | Я дуже не задоволений тим, що наші люди із деяких загонів, маються на увазі люди із загону Кірова, взяли в селі Нова Гута у вдови М. Якубовської коня і в її сусіда коня і завели їх у сусіднє село Мокре, продали їх за 4 літри горілки громадянину Багінському Франку. Я думаю, що це окрім загострення відношення населення до нас більше нічого не дасть, факти багато разів перевірялися і вважаються точними |

.
Про бандитизм, пияцтво, грабування місцевого населення шитовцями згадував після війни командир зафронтового загону НКВС «Переможці» Д. Медвєдєв. Характерно, що І. Шитов на вимогу останнього навести дисципліну, відповідав :
|  | Ви хочете, щоб нас в першому ж бою вбили наші партизани ? |

.
Справжньою проблемою у з'єднанні ім. М. Хрущова стала наявність у рядових партизанів «похідно-польових жінок» (ППЖ), що в сукупності з ігноруванням канонів моралі, спровокувало процвітання статевої розбещеності.